# La Liga 1960-1961
Statisticile pentru sezonul La Liga 1960–61.
La acest sezon au participat următoarele cluburi:
| - Athletic Bilbao - Atlético Madrid - FC Barcelona - Elche CF - RCD Espanyol - Granada CF - RCD Mallorca - Racing de Santander |  | - Real Betis - Real Madrid C.F. - Real Oviedo - Real Sociedad - Real Valladolid - Real Zaragoza - Sevilla FC - Valencia CF |

## Clasament
| Poziție | Club                | Meciuri jucate | V  | E  | Î  | GÎ | GP | Puncte | A   | Comentarii                       |
| ------- | ------------------- | -------------- | -- | -- | -- | -- | -- | ------ | --- | -------------------------------- |
| 1       | Real Madrid C.F.    | 30             | 24 | 4  | 2  | 89 | 25 | 52     | 64  | Campion La Liga                  |
| 2       | Atlético Madrid     | 30             | 17 | 6  | 7  | 57 | 35 | 40     | 22  |                                  |
| 3       | Real Zaragoza       | 30             | 12 | 9  | 9  | 54 | 53 | 33     | 1   |                                  |
| 4       | FC Barcelona        | 30             | 13 | 6  | 11 | 62 | 47 | 32     | 15  |                                  |
| 5       | Valencia CF         | 30             | 11 | 10 | 9  | 46 | 42 | 32     | 4   |                                  |
| 6       | Real Betis          | 30             | 11 | 8  | 11 | 42 | 44 | 30     | -2  |                                  |
| 7       | Athletic Bilbao     | 30             | 12 | 6  | 12 | 42 | 41 | 30     | 1   |                                  |
| 8       | Real Sociedad       | 30             | 10 | 10 | 10 | 37 | 46 | 30     | -9  |                                  |
| 9       | RCD Mallorca        | 30             | 12 | 4  | 14 | 38 | 41 | 28     | -3  |                                  |
| 10      | RCD Espanyol        | 30             | 12 | 3  | 15 | 46 | 46 | 27     | 0   |                                  |
| 11      | Sevilla FC          | 30             | 9  | 9  | 12 | 42 | 46 | 27     | -4  |                                  |
| 12      | Racing de Santander | 30             | 11 | 4  | 15 | 42 | 47 | 26     | -5  |                                  |
| 13      | Real Oviedo         | 30             | 10 | 6  | 14 | 39 | 54 | 26     | -15 |                                  |
| 14      | Elche CF            | 30             | 9  | 7  | 14 | 48 | 75 | 25     | -27 |                                  |
| 15      | Real Valladolid     | 30             | 11 | 3  | 16 | 39 | 52 | 25     | -13 | Retrogradată în Segunda División |
| 16      | Granada CF          | 30             | 5  | 7  | 18 | 32 | 61 | 17     | -29 | Retrogradată în Segunda División |